# 资产重置成本定价模型
资产重置成本定价模型(英文: Asset Based Pricing Model), 又称格雷厄姆-多德法(Graham Dodd Method)，是由哥伦比亚大学教授、著名投资家格雷厄姆及其助手多德提出并完善的资产定价模型，曾经广泛应用于对企业股权等金融资产的定价。
资产重置成本定价模型与现金流折现模型、股息折现模型、市盈率比较法等基于利润、现金或股息的定价方法不同，集中关注企业拥有的净资产的重置成本，即在现有市场环境下重新购置这些资产所需要付出的价值。假设一家企业拥有厂房、机器和土地，在现有市场环境下可以出售换取1亿美元现金，格雷厄姆-多德法即认为该企业的价值为1亿美元，减去债务的市场价值即为企业股东所获得的价值。
以上思路清晰明了，但具有很强的保守性。企业拥有的无形资产很难估价，格雷厄姆-多德法经常将其忽略，从而造成对企业价值的低估。即使对于土地和厂房等固定资产，由于并不存在一个流动性很强的市场，很难得出令所有投资者公认的估价。如果在估计固定资产价值时过于保守，将错过许多投资机会；如果过于激进，又可能蒙受损失。
在现金流折现模型诞生之后，资产重置成本定价模型逐渐衰落，目前主要用于自然资源企业、重工业企业等资本密集型企业。